# タイ王国観光警察
タイ王国観光警察（タイおうこくかんこうけいさつ、タイ語: กองบังคับการตำรวจท่องเที่ยว タイ語略: บก.ทท.、英語: Thailand Tourist Police Division）は、タイ王国国家警察中央捜査本部の一部局。1976年に設置。英語の翻訳から「ツーリストポリス」とも呼ばれる。

## 概要
観光警察は、タイ王国国家警察中央捜査本部の一部局であり、観光・スポーツ省の監督下にある警察組織である。観光産業に影響を与える可能性のある国内、国際犯罪の予防、取締り、捜査を行うことで、観光客の人命と財産を安全を保障し、関係諸機関と協力し公務を遂行することを目的とする。

## 公務
- 外国人観光客保護の為に緊急通報用電話番号1155を運用。
- 全国に警察署を配備し、観光客の相談・事件に対応している。しかし、犯罪事件、事故に関しては観光警察が直接応対することはできず、管轄警察署での通訳、翻訳などのアシスタント公務を提供している。
- 観光警察機動隊があり、観光イベントの際に観光客の支援、保護をしている。
- 犯罪の予防や麻薬禁止などの注意を喚起している。
- 水難事故などのレスキューなどのために、専門知識を持つ市民ボランティアとの間にネットワークを形成し、観光警察ボランティア隊を組織している。

### 犯罪行為取締り
- 捜査室は、観光犯罪の情報を収集し、国内、国際犯罪者、犯罪団の犯罪リストを作成している。
- 観光業・観光ガイド法違反、もしくはタイ王国政府、警察庁、中央捜査本部、観光・スポーツ省の方針、タイ王国の法律に従わない行為。
  - 例えば、麻薬犯罪、ダンピング・基準違反の観光業者、宝石詐欺などの取り締まりを行う。
- 祭り、伝統イベント、国際フェスティバルの際に、犯罪を抑止、取締りを行う。また、イベント内で観光客のアシスタント、便宜供与、安全の確保を行う。
- 管轄地域の観光業者に関するデータベース（ホテル、レストラン、みやげ物屋、娯楽施設など）を構築し、犯罪抑止および犯罪者逮捕の計画策定のために利用する。
- タイと良好な貿易関係、多くの観光客を受け入れている国々の海外機関と協力関係を密にし、その対象国の観光客に関わる問題を解決、国内国際犯罪を取り締まる。

### サービス・便宜・援助
- 重要な式典での国王、王族、王室賓客、国賓の警護。
- 王室賓客、国外重要人物、国賓、国家機関の賓客、イベントへの招待賓客の交通便宜を図るために、沿道で交通整理するための自動車パトロール隊を運営。
- 外国語による観光客へのサービスの提供（英語・中国語・日本語・ドイツ語など）。
- 国内の観光イベントでの観光客への便宜供与。
- 大規模なフェスティバルでの観光客支援・便宜供与のためのボランティア隊の結成。

### 観光警察ボランティア隊
- 観光客の支援の為に、ボランティア隊の訓練を関係政府機関、民間団体と協力して行う。
- 観光産業に関わる政府、民間機関に観光情報を提供し、知識共有ネットワークを構築する。それにより、親戚のごとく観光客を迎え、観光警察とともにタイ観光産業を支える関係を構築する。
- ボランティアが観光客支援の活動に参加し、ボランティア個々人の能力が十分に発揮できるようにボランティア活動を支援する。
- 観光警察提供の訓練課程を受講した観光警察ボランティアのデータベースを構築。訓練過程においてはボランティアが同じように対応できるようにアクションガイドラインを設定している。

### 観光関連犯罪取締り
- タイ国政府観光庁や観光・スポーツ省の観光振興局、商務省などの諸政府機関と協力して、基準外の違反観光事業者の情報収集、データベース化を行う。（ツアー業者、ガイド、宿泊所経営者、皮革店、仏像店、タイ古式マッサージ店、レストラン、ハーブ製品店、トラ園、蛇園などのエンターテイメント施設など）
- 警察署やイベント会場でのリーフレットの配布などを通じて、観光客に観光犯罪情報やガイドラインを知らせ、注意を促す。
- 質問書などで観光に関する意見、満足度、犯罪などの情報を収集し、データベース化する。また、要監視人物、団体のリストを作成し、政府の政策基づき更なる対応を行う。
- 関連法に基づき、観光・スポーツ省、タイ国政府観光庁、労働省、商務省、税務局などと協力して旅行業者、宝石店、レストラン、みやげ物屋に抜打ち捜査を行う。それに基づき詐欺ツアー業者、観光ガイドの取締り、逮捕を行う。
- 優良な業者との間に協力関係を築き、タイの観光業の質の標準化を図り、悪質な経営の温床となりうる不要な競争、コスト削減、コミッションセールを抑制する。

### イベント主催者管理
- 管轄地区の観光イベント、ツアー業者、ガイド、観光業者と観光客数に関する情報を収集、研究し、観光データシステムを構築する。
- 観光警察署にイベント実行の為に協力プランを作成し、関係政府機関、民間団体ともに観光イベントを行い、国家の観光政策を協力して推進できるように訓練、キャンペーン、ワークショップを提供し協力を求めていく。
- 地域の人びとや指導者の協力を促し、水運、陸運などの交通路の整備を行う。
- 人気の観光イベントでは歩行者天国を設定する。
- 観光客に適切な旅行保険などに加入させるように観光業者にキャンペーンを行う。
- 観光の魅力を維持するために活動する。
- 薬物目的の観光客を取り締る。

## 歴史
（タイ王国国家警察中央捜査本部・歴史の項を参照のこと。）
ここ30年間、タイの観光産業は急速に成長を遂げている。毎年増加していく観光収入は王国の歳入増加に大きく寄与している。しかし一方で、観光客を狙った犯罪や詐欺事件もまた増加している。そのため、政府では地元警察と協力し、観光客を保護する責任を持った機関の創設を決定した。1976年、民間部門、観光庁および観光振興局が、国家警察局に観光客の支援と保護に協力を要請した。この要請に応え、国家警察局は観光客の保護の為にセンターの設置し、犯罪取締局配下の60名の警官を嘆願書、要請書の受理、バンコク首都圏の繁華街の治安維持、パトロールの為に派遣した。民間セクターもまた新しいセンターに乗用車、通信装置を寄付した。
時同じくして、警察局は観光警察の創設を申請した。1976年11月24日に閣議決定されたが、政府は創設の資金を提供することはできなかった。1990年、政府は『タイ王国観光年』を宣言し、警察局と内務省に観光客の安全を確保することを命じた。そこで、警察局と観光庁は協力して、観光客支援センター（ศูนย์ช่วยเหลือนักท่องเที่ยว:ศช.นท.）を創設し、観光客に対する犯罪や詐欺に関する相談の受付けをはじめた。その後、観光地のあるチェンマイ、パッタヤー、プーケット、ハットヤイなどそのほかの地域にサービスを拡大していった。
1992年、政府は任務の重要性を鑑み、観光警察を犯罪取締局第8課として改組した。しかし、急速な観光産業の増大に伴い、観光客、観光地が全国に増え、課レベルでは対応できない状況に直面することになった。そのため、観光警察は中央捜査本部隷下の部局レベルの組織に昇格した。

## 所在地
- 本部

サムットプラーカーン県 バーンプリー郡 タムボン・ノーンプルー スワンナプーン通り 4 ムー・1 999
（999  หมู่ 1  ถ.สุวรรณภูมิ 4  ต.หนองปรือ  อ.บางพลี  จว.สมุทรปราการ 10540）
- バンコクにおける犯罪被害相談受付

バンコク フワイクワーン区 バーンガピ地区 ペチャブリー・タットマイ通り 2170 バンコクタワービル1階
（สถานีตำรวจท่องเที่ยว อาคาร บางกอกทาวเวอร์ ชั้น 1（ตรงข้ามทางเข้าRCA） 2170 ถ.เพชรบุรีตัดใหม่ เเขวงบางกะปิ เขตห้วยขวาง กรุงเทพฯ 10310）
（所在地が変更されることもあり、公式サイト等で確認のこと。）

## 緊急電話
- 緊急通報用電話番号（タイ国内局番なし）:1155

2009年9月4日に設立された『your first friend 1155』の24時間対応電話サービス。タイ王国を訪問している観光客の問題、相談に多言語対応で手助けをする。内線「0」で職員呼び出し。
さらに、2010年11月5日、コンビニエンスストアのセブン-イレブンと連携し、盗難、障害などの犯罪被害にあった海外観光客に対して、同社コンビニエンスストアを通じて24時間、警察への電話通報を支援をするシステム（Police Contact Point For Tourist） の運用を開始。2010年11月現在でパッタヤー、チョンブリーで試用中であるが、今後全国の重要観光地に拡大する計画であるという。

## 組織
- 総務課
- 情報テクノロジー室
- 第1課（กองกำกับการ 1:กก.1 บก.ทท.）
  - 第1課捜査室（งานสืบสวน กก.1 บก.ทท.）
  - 第1観光警察署（ส.ทท.1:首都圏警察 第1-3管区）
  - 第2観光警察署（ส.ทท.2:首都圏警察 第4-6管区）
  - 第3観光警察署（ส.ทท.3:首都圏警察 第7-9管区）
  - 第4観光警察署（ส.ทท.4:ドーンムアン）
  - 第5観光警察署（ส.ทท.5:無線センター）
- 第2課（กองกำกับการ 2:กก.2 บก.ทท.）
  - 第2課捜査室（งานสืบสวน กก.2 บก.ทท.）
  - 第1観光警察署（ส.ทท.1:アユタヤ）
  - 第2観光警察署（ส.ทท.2:ロッブリー）
  - 第3観光警察署（ส.ทท.3:サラゲーウ）
  - 第4観光警察署（ส.ทท.4:チョンブリー）
  - 第5観光警察署（ส.ทท.5:ラヨーン）
  - 第6観光警察署（ส.ทท.6:トラート）
  - 第7観光警察署（ส.ทท.7:プラチュワップキーリーカン）
  - 第8観光警察署（ส.ทท.8:カーンチャナブリー）
- 第3課（กองกำกับการ 3:กก.3 บก.ทท.）
  - 第3課捜査室（งานสืบสวน กก.3 บก.ทท.）
  - 第1観光警察署（ส.ทท.1:ナコーンラーチャシーマー）
  - 第2観光警察署（ส.ทท.2:ウボンラーチャターニー）
  - 第3観光警察署（ส.ทท.3:コーンケン）
  - 第4観光警察署（ส.ทท.4:ナコーンパノム）
  - 第5観光警察署（ส.ทท.5:ウドーンターニー）
  - 第6観光警察署（ส.ทท.6:ルーイ）
- 第4課（กองกำกับการ 4:กก.4 บก.ทท.）
  - 第4課捜査室（งานสืบสวน กก.4 บก.ทท.）
  - 第1観光警察署（ส.ทท.1:チエンマイ）
  - 第2観光警察署（ส.ทท.2:チエンラーイ）
  - 第3観光警察署（ส.ทท.3:ナーン）
  - 第4観光警察署（ส.ทท.4:ピサヌローク）
  - 第5観光警察署（ส.ทท.5:ナコーンサワン）
  - 第6観光警察署（ส.ทท.6:ターク）
  - 第7観光警察署（ส.ทท.7:メーホーンソーン）
- 第5課（กองกำกับการ 5:กก.5 บก.ทท.）
  - 第5課捜査室（งานสืบสวน กก.5 บก.ทท.）
  - 第1観光警察署（ส.ทท.1:ラノーン）
  - 第2観光警察署（ส.ทท.2:プーケット）
  - 第3観光警察署（ส.ทท.3:クラビー）
  - 第4観光警察署（ส.ทท.4:ソンクラー）
  - 第5観光警察署（ส.ทท.5:ナラーティワート）
  - 第6観光警察署（ส.ทท.6:スラートターニー）
  - 第7観光警察署（ส.ทท.7:サムイ島）
- 第6課（กองกำกับการ 6:กก.6 บก.ทท.）
  - 第6課捜査室（งานสืบสวน กก.6 บก.ทท.）
  - 第1観光警察署（ส.ทท.1:スワンナプーム国際空港）